# Från Asar till Wasar
Från Asar till Wasar är en bok av Povel Ramel som publicerades 1945 med undertiteln Fäderneslandets historia sådan den verkligen var. Detta är den första bok Ramel skrev. En del ur Från Asar till Wasar finns i Povel Ramels bok Min galna hage från 1957.